# Balaka (Malawi)
Pour les articles homonymes, voir Balaka.
Cet article possède un paronyme, voir Anti-balaka.
Balaka est une ville du Malawi, capitale du district du même nom, dans la Région Sud. Cette ville compte 36 308 habitants en 2018. La commune était auparavant un boma (enclos) du district de Machinga, avant que le district de Balaka ne soit créé en 1998.
Balaka est une zone commerciale en pleine expansion sur la route reliant Zomba à Lilongwe, ainsi que sur l'axe ferroviaire Blantyre-Salima. Les centres commerciaux immédiats qui entourent Balaka sont Ntcheu, Phalula, Liwonde et Ulongwe. La ville est située à environ 130 kilomètres au nord de Blantyre et à environ 200 kilomètres au sud de Lilongwe.
La population de la ville est composée de personnes de différentes ethnies. Cependant, les Yaos et les Ngoni représentent le pourcentage le plus important.
Les quartiers résidentiels d'Andiamo, de Montfort Media et de « Lucius Banda » sont caractérisés par des maisons modernes et bien planifiées que les habitants comparent aux maisons formelles de Lilongwe de la zone 10.

## Transport
En 2004, les terminaux de passagers ont été rénovés et disposent désormais de bars et de plusieurs colporteurs et restaurants qui servent les passagers en excursion. Des bureaux téléphoniques et des cybercafés sont disponibles pour les communications d'urgence.
Juste en face de l'entrée du parc d'autobus, il y a une cour où les taxis se garent. Des camions sont également loués pour le transport de marchandises lourdes.
La ville est traversée par une ligne ferroviaire. Elle permet aux habitants de bénéficier d'un transport bon marché vers Blantyre et d'autres localités proches. Son itinéraire vers Lilongwe via Salima a été fermé et n'a pas encore rouvert.

## Commerces
Les entreprises à forte croissance sont les transports, les magasins, la vente de bois et la plupart des emplois techniques. Le marché de Balaka n'est pas très grand et la plupart des produits que l'on y trouve sont des produits alimentaires et des vêtements. Il s'agit d'un marché moderne, conforme aux normes du Malawi, qui peut accueillir de nombreux vendeurs, même si la plupart d'entre eux  préfèrent vendre leurs produits à l'extérieur du marché. Il y a également diverss magasins qui gardent en stock différents articles. Certains de ces magasins sont des quincailleries, des épiceries et d'autres sont spécialisés dans les vêtements.
Il existe six supérettes bien connues dans la ville de Balaka : Metro shop, Ashraffi Superette, Four Ways Superette, Select Superette, Balaka's Best et Seven Star (rebaptisée Fair price Trading depuis le 1er septembre 2014).
Les quincailleries les plus importantes sont Low Price Enterprise, MAC Hardware, Kuwait Enterprise et Bolamoyo Investments, qui ont en stock des articles de quincaillerie de qualité. Le magasin de meubles le plus important est Umunthu Furniture, situé derrière l'ancien magasin PEP.
Balaka ne compte que quatre banques. La Standard Bank se trouve juste en face de la mosquée principale. Une autre est la Malawi Savings Bank (maintenant connue sous le nom de FDH Bank depuis mai 2016 qui opère dans le bureau de poste. La National Bank a ouvert ses portes en février 2009, offrant ainsi à la population locale des services bancaires compétitifs. Opportunity International Bank est opérationnelle depuis mai 2014, bien qu'elle n'offre que des services de prêt.

## Religion
Balaka est une ville et un district dont la population est mixte, principalement composée de chrétiens et de musulmans. Les principales églises chrétiennes de Balaka sont les suivantes : catholique, Église presbytérienne d'Afrique centrale, anglicane, Église adventiste du septième jour, luthérienne et nazaréenne.

### Église catholique
Elle porte le nom de paroisse catholique St Louis Montfort. L'église est officiellement inaugurée le 30 octobre 1994 par l'évêque Alessandro Assolarri. L'ancien président du Malawi Bakili Muluzi et l'ancien président tanzanien Julius Nyerere étaient présents ce jour-là.

### Église presbytérienne d'Afrique centrale
L'Église presbytérienne d'Afrique centrale (ou CCAP) est une autre confession importante qui compte de nombreux adeptes à Balaka. Elle est située derrière le stade, au cœur de Balaka. Depuis janvier 2012, un nouveau bâtiment a remplacé l'ancien lieu de culte.

### Anglicanisme
Elle attire de nombreux fidèles, mais son lieu de culte est petit et ancien. Le site où se trouve l'église anglicane abrite également de nombreuses autres églises, dont l'église adventiste du septième jour, l'église nazaréenne et la mosquée.

## Éducation
Balaka dispose d'un certain nombre d'établissements d'enseignement allant du primaire au supérieur. Les écoles primaires notables qui offrent un enseignement de qualité sont la Bakhita Primary, Praise Private, St. Augustine Primary, St. Louis Montfort Primary et Kirk Range Private. Les écoles secondaires reconnues pour la qualité de leur enseignement sont la Bakhita Girls, St. Charles Lwanga Boys, Balaka Secondary School, Kirk Range Private, MEPIC Private et St. Toutes ces écoles sont situées dans une zone de 3 km2. L'enseignement supérieur est également disponible, cependant, les écoles formelles qui offrent un enseignement supérieur sont toutes des branches de l'Andiamo Youth Cooperative Trust.

### Collège technique
Ce collège accueille des étudiants qui souhaitent devenir mécaniciens (de véhicules à moteurs), architectes, charpentiers avec des compétences de menuiserie, électriciens et musiciens.

### École dentaire
Ce collège accueille des étudiants qui souhaitent devenir dentistes. L'école se trouve dans l'enceinte de Comfort Clinics. Elle est dirigée par un spécialiste italien qui a actuellement 4 étudiants.

### Études de comptabilité et secrétariat
Ces cours sont dispensés à Bakhita, où se trouve l'école secondaire.

## Société civile (ONG, organisations communautaires, organisations confessionnelles)
Balaka compte un certain nombre d'organisations non gouvernementales (ONG), d'organisations communautaires et d'organisations confessionnelles.

### Fondation Sue Ryder
La fondation Sue Ryder est créée en 1990. Cette organisation caritative locale est basée dans le canton de Balaka et fournit des services communautaires de soins infirmiers, de réadaptation et d'éducation à la santé à 6 500 personnes vivant dans les zones rurales de Balaka et de Ntcheu. Le travail de la fondation est soutenu par les chefs de village et 600 bénévoles locaux

### Self Help Africa
Self Help Africa est une agence de développement international qui met actuellement en œuvre un programme de développement rural dans la région de Kalembo, dans le district de Balaka, au Malawi. Le projet vise à permettre à plus de 9 000 ménages ruraux de produire davantage de nourriture et de gagner durablement leur vie. Self Help Africa (en) soutient des programmes de développement agricole et économiques dans les zones rurales d'Afrique subsaharienne depuis 1984 et opère au Malawi depuis le milieu des années 1990.

### Fondation Maphunziro
La fondation Maphunziro est enregistrée en 1996 et sert la population locale de Balaka avec différents projets et initiatives visant à renforcer les capacités pour les soins aux orphelins atteint du VIH, la génération de revenus (autonomisation économique), et l'accès à l'éducation secondaire. Le bureau de la fondation Maphunziro est situé au Mlambe Hotel dans le canton de Balaka. Maphunziro est un mot chichewa signifiant « éducation ».

### Bola Moyo
Bola Moyo est créée en 2004 pour relever les différents défis auxquels sont confrontés les habitants de Balaka, notamment le VIH et d'autres maladies, l'insécurité alimentaire, l'inégalité entre les sexes et la pauvreté. L'organisation se concentre sur l'autonomisation des jeunes par le biais de divers programmes et initiatives, notamment un centre pour les jeunes (House of Many Stories), un jardin d'apprentissage et des parrainages d'écoles secondaires. Bola Moyo a des bureaux à Portland, dans l'Oregon (États-Unis) et à Balaka, au Malawi. Bola Moyo est une expression chichewa qui signifie « meilleure vie ».

## Activités et loisirs
Pour les loisirs, les visiteurs et les habitants se rendent dans des endroits comme le Mlambe Hotel, situé juste à côté de la poste de Balaka. Le Zembani Lodge, situé à quelques mètres du stade, est un autre lieu de détente. On trouve également des bars comme Phekani, Masamba Bise, Chiyembekezo Motel, Aunt Fletcher Bar, Aunt Ruth Bar, Modern Bottle Store appartenant à Master Chitabwino.
Le week-end, les habitants organisent des soirées en discothèques. Cependant, les concerts attirent plus de monde que les discothèques.
Balaka abrite deux grands groupes musicaux du Malawi : Alleluya Band, qui appartient à Andiamo Youth Cooperative, et Zembani Band, qui appartient à Lucius Banda.

## Presse
Balaka abrite Montfort Media, l'une des plus importantes maisons d'édition du Malawi. Les magazines les plus populaires produits par cette maison d'édition sont Together Magazine (un magazine pour les jeunes) et The Lamp, un journal politique. Depuis 2008, la maison d'édition a commencé à publier MKWASO en chichewa, la langue vernaculaire largement parlée au Malawi. En 1992, elle est incendiée par des ayufi (membres du MCP) après avoir publié une lettre pastorale rédigée par des évêques du Malawi contre le régime à parti unique.
Luntha Television est créée il y a un an et diffuse des événements religieux dans tout le Malawi. Elle est dirigée par un prêtre montfortain, le père Luciano Marangoni.

## Démographie
| Année | Population, |
| ----- | ----------- |
| 1987  | 9 064       |
| 1998  | 14 298      |
| 2008  | 22 733      |
| 2018  | 36 308      |